# Солтмаркет

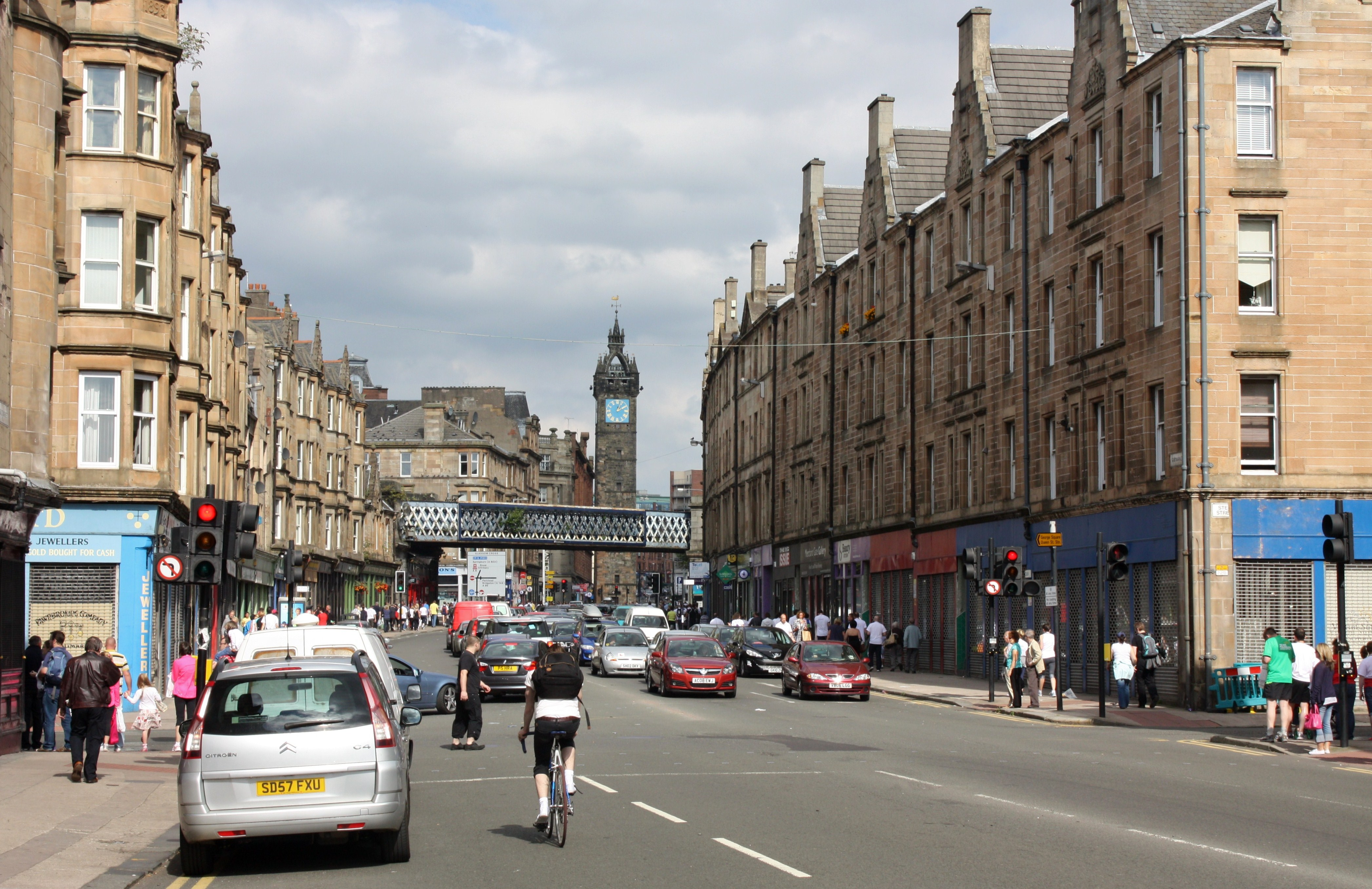
Солтмаркет, вид на север, в сторону Глазго-кросса.

Солтмаркет (англ. Saltmarket) — магистраль в городе Глазго (Шотландия), являющаяся южным продолжением улицы Хай-стрит. Она идёт на юг от перекрёстка Глазго-кросс до пересечения с улицами Клайд-стрит и Краун-стрит у реки Клайд. Она проходит мимо Высшего суда Глазго, а также парка Глазго Грин. Вместе с Хай-стрит и Краун-стрит Солтмаркет является частью шотландской дороги A8.

## История
Первоначально известный как Уолсергейт (англ. Waulcergait), район нынешней улицы был связан с производством шерсти, в частности валки (шотландский валки) ткани. В XVIII веке он стал престижным жилым районом, расположенным рядом с Торговым городом.
Здания Высшего уголовного суда Шотландии были воздвигнуты в 1814 году, но значительно перестроены в 1910—1913 годах. При этом от старых сооружений сохранился лишь портик. Нынешнее здание причислено к категории А исторических памятников Шотландии. Через дорогу от него находится арка Макленнана, которая была построена в 1796 году, но была перенесена на её нынешнее место в 1992 году.
В 1845 году на Солтмаркете, на площадке рядом с Высшим судом, был открыт Городской театр. Он сгорел дотла всего пять месяцев спустя, а еще через месяц той же участи последовал цирк Кук, располагавшийся по соседству. Позднее, в XIX веке, Солтмаркет приобрёл дурную славу трущоб  со множеством незаконных баров. В начале XX века Городской трест по благоустройству провёл расчистку трущоб, построил новые многоквартирные дома вдоль Солтмаркета и открыл новые пабы. Дальнейшие работы по обустройству Солтмаркета проводились в 2000-х годах.